# Ndélé
Ndélé (ou N'Délé, N'Dellé) est une ville de la République centrafricaine, chef-lieu de la préfecture de Bamingui-Bangoran ainsi que de l'une de ses deux sous-préfectures.

## Géographie
La ville est située sur la route nationale RN8, axe reliant Bangui à la frontière soudanaise, à 648 km au nord-est de Bangui. Elle constitue l'unique ville de la vaste commune de Dar el Kouti.

## Histoire
En 1896, le sultan Mohamed-es-Senoussi fonde Ndélé sur un plateau dominant la rivière Méagoulou, il en fait la capitale du sultanat du Dar el-Kouti.

Vues historiques du sultanat.
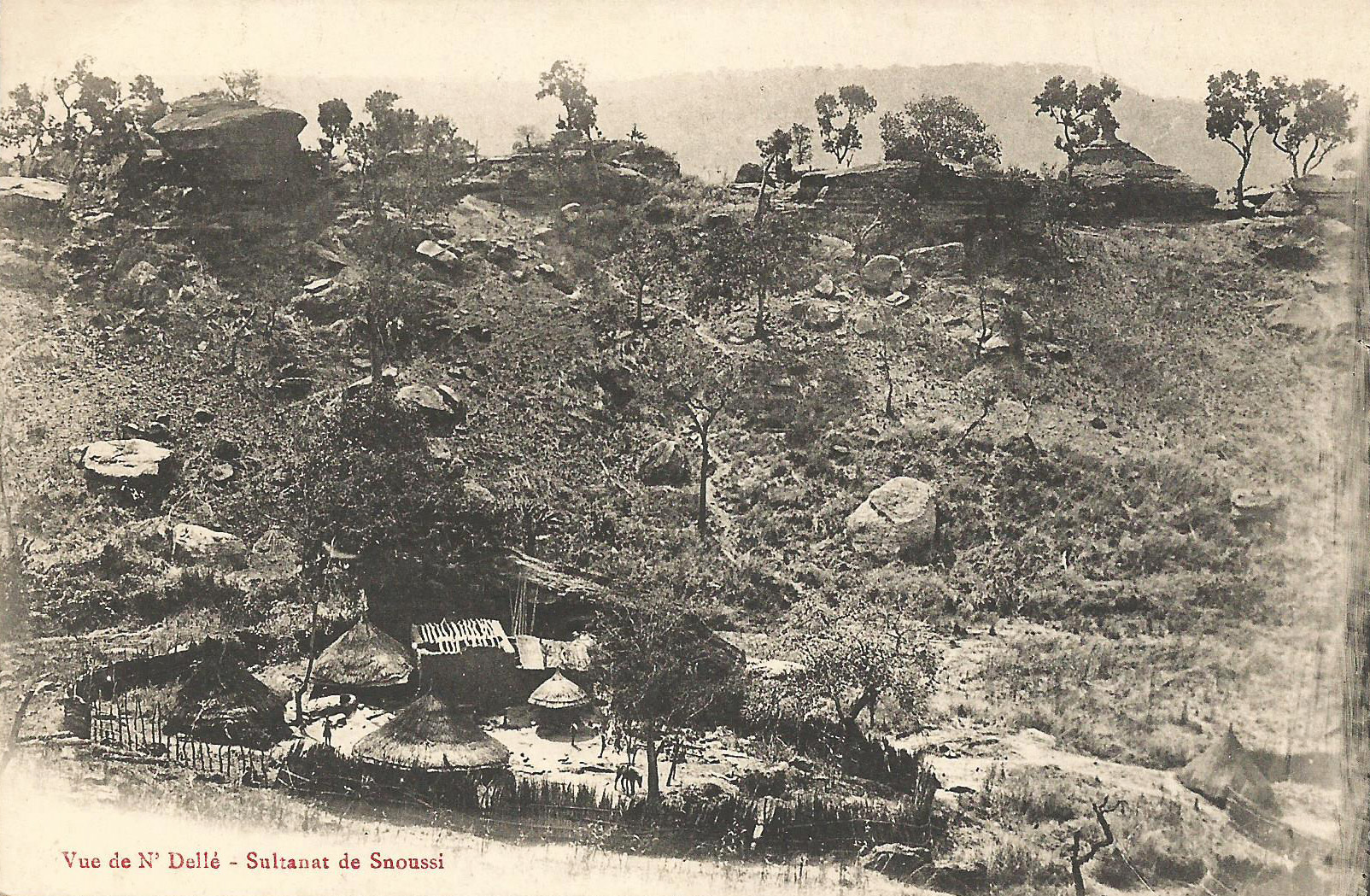
Vue générale.
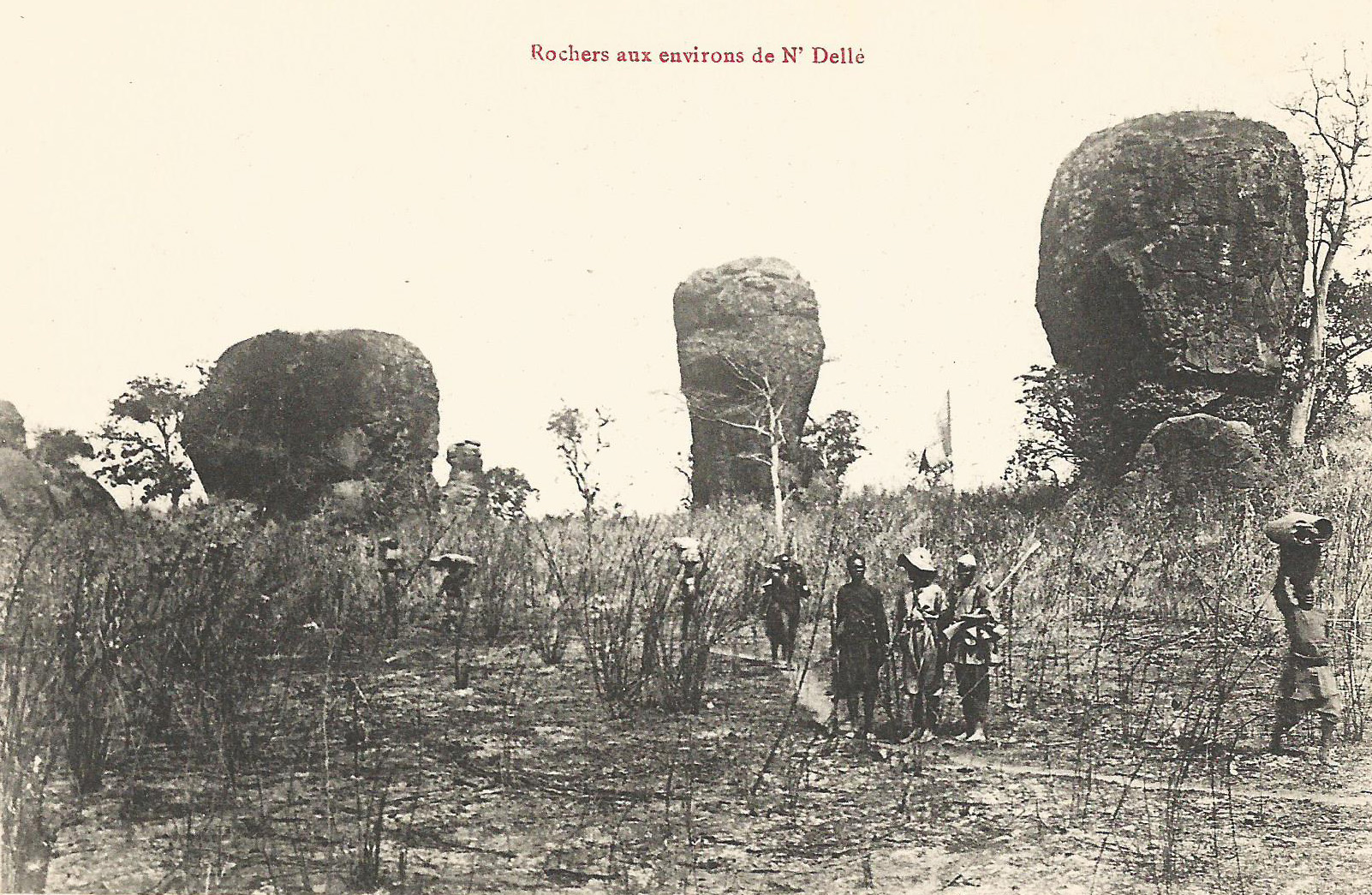
Rochers des environs.
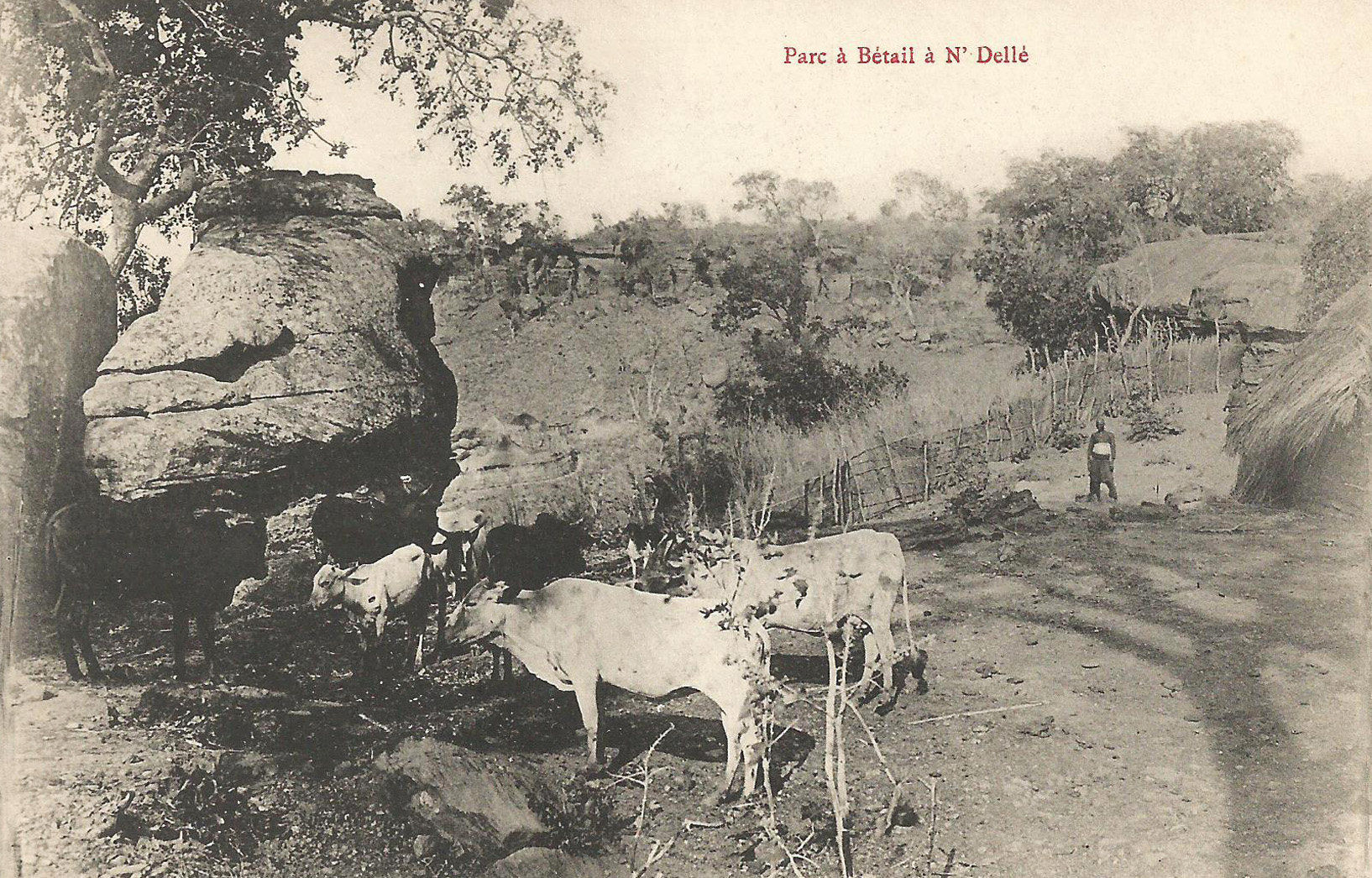
Parc à bétail.
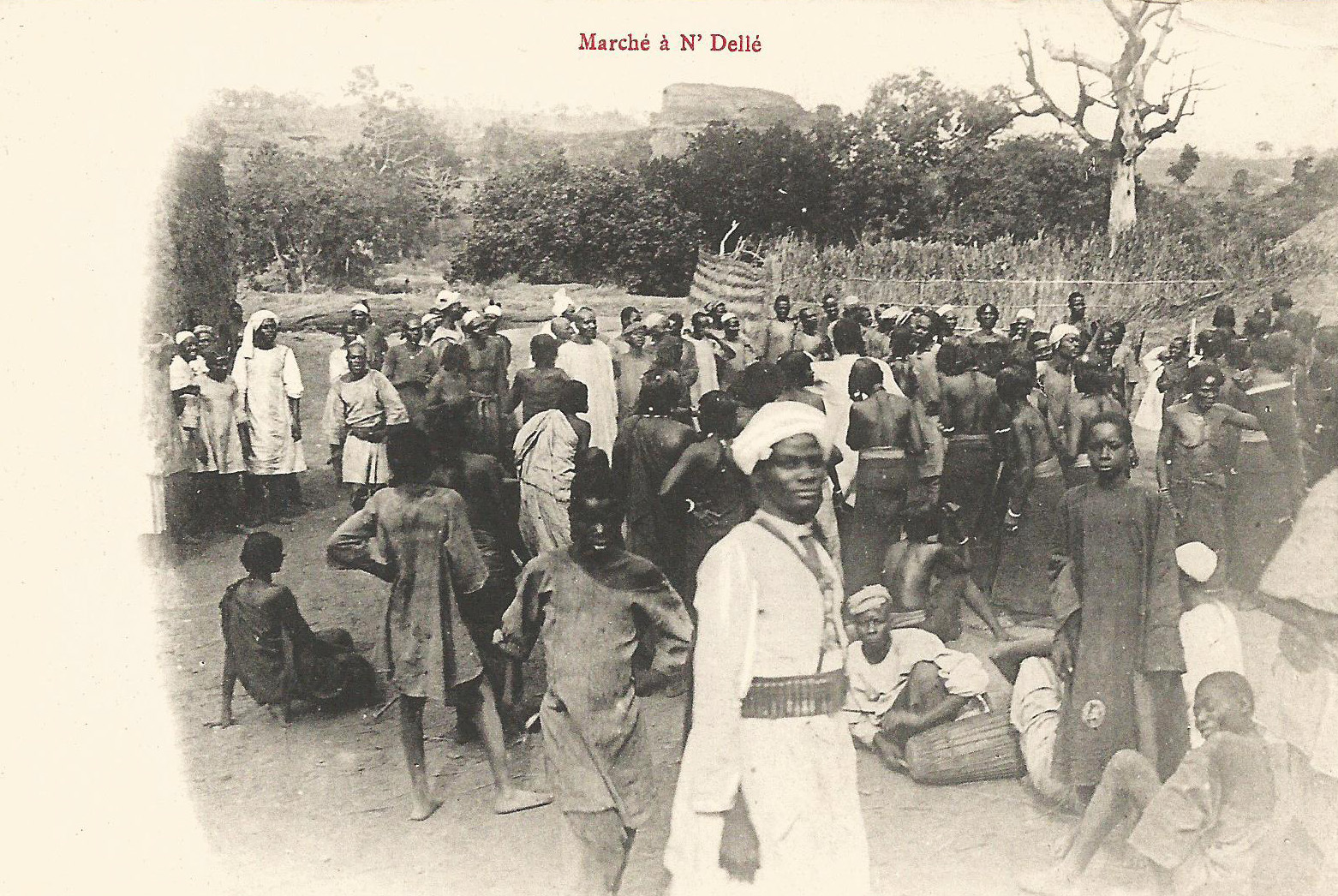
Marché.

Il fait construire sur la colline de rochers (kaga chez les Banda de Centrafrique) surplombant la capitale du sultanat, Ndélé, un tata (palais fortifié), à partir duquel il ravitaillait les marchés d'Afrique du Nord en esclaves. Ndélé était ces années-là une ville de commerçants dont le rayonnement allait jusqu'aux régions et royaumes voisins (Dar Sila, empire de Sokoto, du région du Fezzan, du royaume du Ouaddaï, émirat de Kano, etc.).
Ndėlė, qui a à cette époque notamment accueilli les captifs de guerre, a fini par devenir l’agglomération la plus importante du nord de l’actuelle République centrafricaine, avec près de 30 000 habitants au début du XXe siècle.
En 1911, après avoir tué Senoussi, le 8 janvier 1911, les Français occupent Ndélé.
Lors de la reprise des combats en décembre 2012 entre les FACA loyalistes et la coalition rebelle de Séléka, la ville tombe aux mains des rebelles,.

## Société

### Éducation et santé
L'enseignement secondaire est assuré au lycée de Ndélé.

### Religion
La ville est le siège de la paroisse catholique Sainte-Marie de Ndélé fondée en 1949, elle dépend du diocèse de Kaga-Bandoro.

### Média
Depuis le 18 avril 2016, la localité est dotée d'une radio communautaire « Radio Ndélé pas loin ».

## Culture et patrimoine
Le Tata, son ancien palais fortifié se visite encore. Il a été soumis en 2006 par les autorités centrafricaines à l'Unesco pour être reconnue au titre de Patrimoine mondial de l'humanité.

## Transport
La localité dispose d'un terrain d'aviation, (code AITA : NDL).